# 홍석민 (가수)
홍석민(1984년 2월 23일 ~ )은 대한민국의 가수이다. 남녀 혼성 듀오 일레븐 메디컬 사운드의 '씬(SeeN)'이라는 예명으로 데뷔했다. 대표곡으로 《그대에게 부르는 노래》 등이 있다.

## 디스코그래피

### 솔로
- 2015.02.03 - 《봄날의 끝자락에서》
- 2015.05.19 - 《그대에게 부르는 노래》
- 2015.10.08 - 《마지막 날에》
- 2016.06.17 - 《Beautiful》
- 2017.01.19 - 《Dreams Part.1》
- 2017.02.23 - 《Dreams Part.2》
- 2017.04.11 - 《My baby》
- 2020.01.12 - 《Dreams Part.3》
- 2021.06.14 - 《너야 (Realize)》
- 2024.04.15 - 정규 1집 《NOTE》

## 같이 보기
- 뮤직큐브
- 일레븐 메디컬 사운드
- 잔디 (이잔디)